# أوليفيا ناش
أوليفيا نـاش (بالإنجليزية: Olivia Nash) هي ممثلة بريطانية، ولدت في القرن العشرين.

## وصلات خارجية
- أوليفيا نـاش على موقع IMDb (الإنجليزية)
- أوليفيا نـاش على موقع قاعدة بيانات الفيلم (الإنجليزية)